# Italiani a Rio
Italiani a Rio è un film del 1987 diretto da Michele Massimo Tarantini.

## Trama
Tre impiegati di banca vanno in viaggio-premio a Rio de Janeiro, ognuno con uno scopo, e pieni di aspettative erotiche. Il primo, Romolo, cerca avventure, il secondo, Michele, cerca di trovare uno zio e di vincere le sue inibizioni, il terzo, Andrea, vorreebbe ingaggiare Betania, una campionessa di pallavolo, protetta però da un allenatore/fidanzato muscoloso e geloso. Il film si regge su tre gag, ripetute con poche variazioni.
Romolo conosce a memoria i numeri di telefono di tante ragazze brasiliane che sono state amanti di suoi amici: quando le contatta esse gli promettono un incontro, ma prima lo sfiancano con qualche attività sportiva, così che al momento di arrivare al dunque, l'uomo esausto finisce inesorabilmente in bianco.
Michele è allergico alle donne e quando ne trova una nei paraggi inizia a starnutire. Cercando lo zio brasiliano trova uno strano napoletano residente a Rio, che lo porta a casa sua, una sorta di bordello, dove sarà "curato" da un gruppo di avvenenti ragazze ma dovrà soddisfare anche la robusta "titolare".
Andrea è alla ricerca della pallavolista, ma viene sempre messo in fuga dal suo fidanzato-energumeno di colore, che lui soprannomina "gianduiotto". Seguendo la bella sportiva finisce sempre in qualche nascondiglio che, in maniera rocambolesca, lo fa finire in casa del gelosissimo Salvatore Giuffrida, la cui moglie segregata non aspetta altro che un uomo con cui fare l'amore. Giuffrida, che si scopre anche presidente della banca per cui i tre lavorano, lo scova sempre, lo insegue con una rivoltella, gli spara e fa cilecca.

## Distribuzione
Andò in onda in prima visione TV il 17 settembre 1990 su Italia 1.